# Maisonsgoutte
Maisonsgoutte (deutsch Meisengut oder Meisengott) ist eine französische Gemeinde mit 793 Einwohnern (Stand 1. Januar 2021) in den Nordvogesen im Département Bas-Rhin in der Europäischen Gebietskörperschaft Elsass und in der Region Grand Est. Sie ist einer der Grenzorte des alemannischen Dialektraums. Zum Gemeindegebiet gehört auch der Ortsteil Wagenbach.

## Name
Zuerst wurde der Ort als Dyezelbach bzw. Thieselbach erwähnt. Dann heißt es in den Quellen Hüszelbach und im 14. Jahrhundert Hisselbach. Das entspricht in heutiger Schreibung Häuselbach und damit der Bedeutung des französischen Namens Maisonsgoutte (‚Häuser‘-‚Bach‘). Meisengut und Meisengott sind morphologische Rückübertragungen aus dem Französischen.

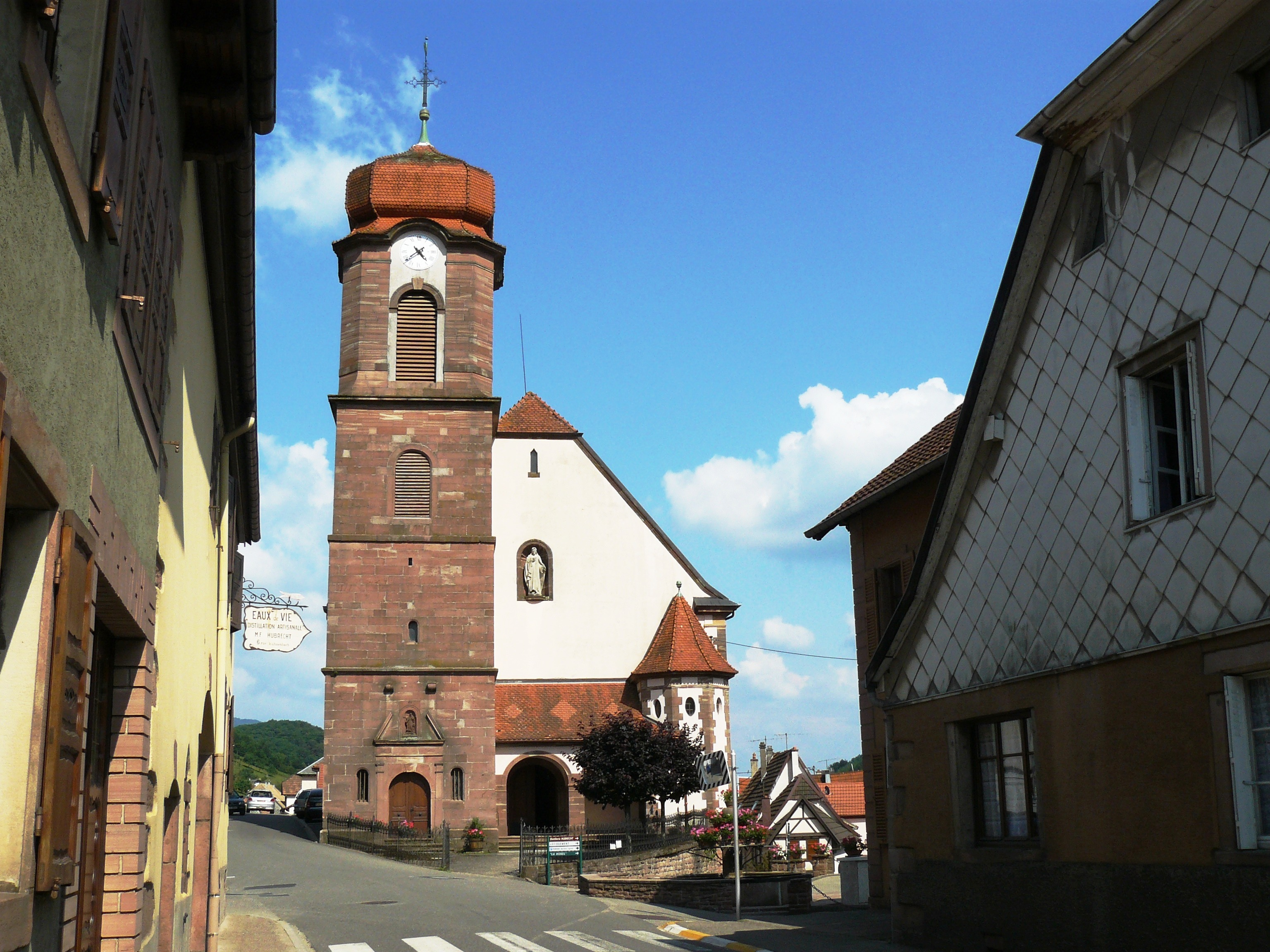
Kirche Saint-Antoine
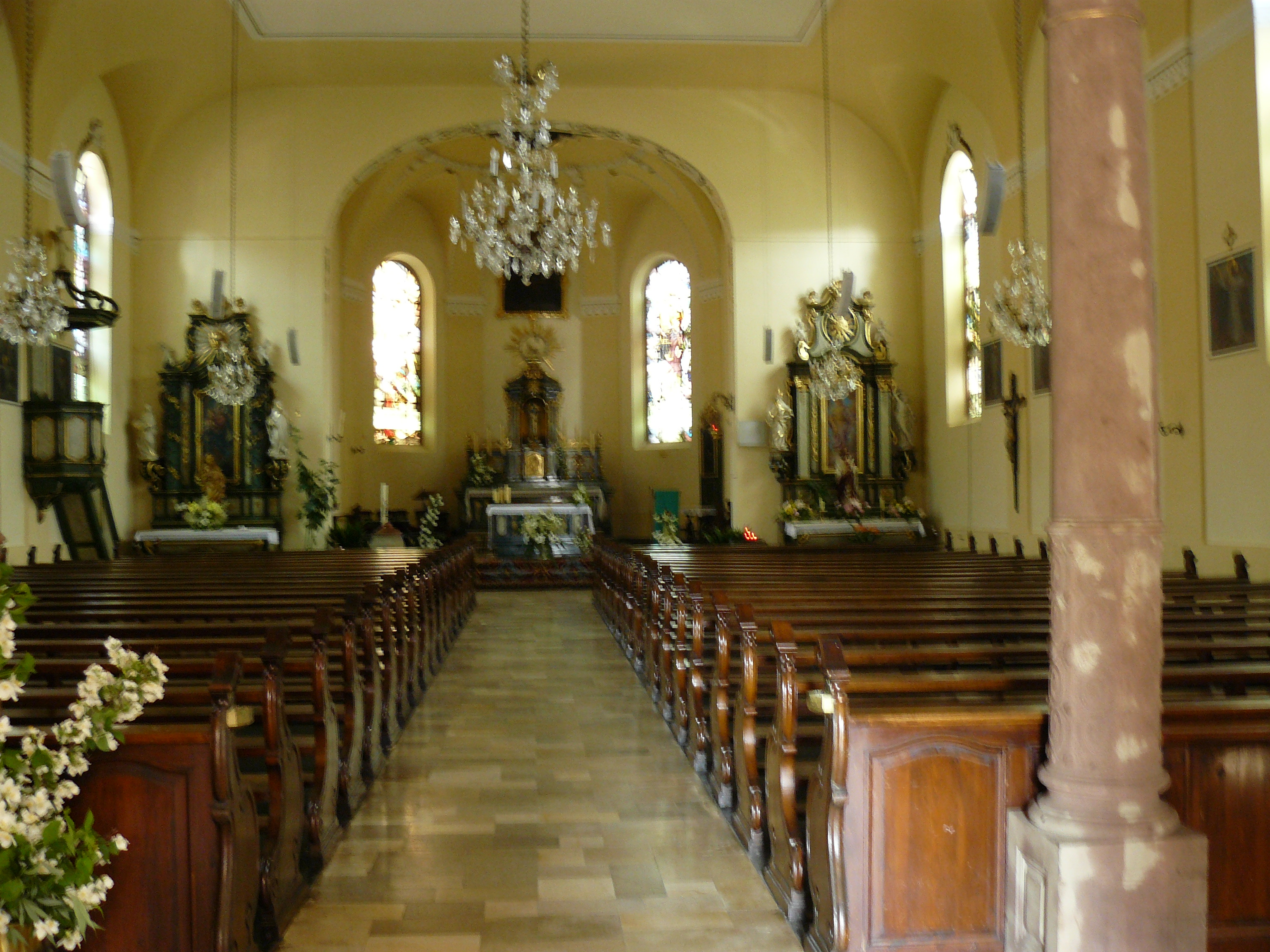
Innenansicht der Kirche

## Bevölkerungsentwicklung
| 1962 | 1968 | 1975 | 1982 | 1990 | 1999 | 2005 | 2017 |
| ---- | ---- | ---- | ---- | ---- | ---- | ---- | ---- |
| 814  | 828  | 828  | 812  | 789  | 776  | 888  | 804  |